# Rae-rae
Rae-rae es la denominación para mujeres trans en la cultura tahitiana, en la polinesia francesa, relacionadas con Māhū (que significa "en el medio"), una categoría de género en polinésica. Se les considera una parte integral de la tradición, la historia y la cultura maoríes.
Las mujeres trans son comunes en muchas culturas. Rae-rae en Tahití es similar a Kathoey en Tailandia, Kothi y Hijra en India, Femminiello en Italia, Muxe en México y Travesti en Sudamérica.